# Grace Palmer
Grace Palmer (* 9. November 1994 in Tai Tapu) ist eine neuseeländische Schauspielerin.

## Leben und Karriere
Palmer wurde am 9. November 1994 in Tai Tapu geboren. Sie ist die Tochter von den beiden Prozenten Tony Palmer und Janine Morrell. Sie ist teilweise maorischer Abstammung. Palmer hatte 2014 bei der Serie Home and Away einen Gastauftritt. Bekannt wurde sie in der Fernsehserie Shortland Street. 2018 bekam sie in dem Film Die Farbe des Horizonts die Hauptrolle.

## Filmografie
Filme
- 2018: Die Farbe des Horizonts
- 2018: My Name Is Heather

Serien
- 2014: Home and Away
- 2014–2017: Shortland Street
- 2017: Shop Girls
- 2020: Good Grief
- 2021: The Brokenwood Mysteries
- seit 2023: Animal Control